# 白雲梯
白 雲梯（はく うんてい）は中華民国の政治家。モンゴル族。モンゴル名はセレンドンロブ（Цэрэндонров）。中国国民党に属し、内モンゴルでの党組織に従事した。また、反蔣介石運動にも加わっている。字は巨川。

## 事跡
1911年（宣統3年）、北京国文専修館で漢文を学ぶ。翌1912年（民国元年）、公立蒙蔵学校法制経済科に入学した。1919年（民国8年）、中国国民党に加入する。翌年、内蒙古党務特派員に任ぜられた。
1924年（民国13年）1月、国民党第1回全国代表大会に出席し、第1期候補中央執行委員に選出されている（第2期、第4期も同様）。3月、国民党内蒙臨時執行委員会籌備員に任ぜられ、内モンゴルでの党組織建設に従事した。翌年3月、内蒙古国民党全蒙代表大会が実施され、白雲梯が党執行委員会委員長に選出されている。1926年（民国15年）1月、蒙古宣慰使に任ぜられる。1928年（民国17年）2月、2期4中全会で中央執行委員に補充選出された。6月、蒙蔵委員会常務委員に任ぜられる。11月、寧夏省政府委員となった。
その後白雲梯は、汪兆銘（汪精衛）ら改組派の一員として反蔣介石運動に参加した。そのため、1929年（民国18年）11月に党籍を剥奪される。翌年、馮玉祥と閻錫山らが北平で開催した拡大会議に参加し、反蔣の国民政府民族部主任委員となった。しかし、反蔣軍が敗北したため、白は広東省に逃れた。
1931年（民国20年）10月、各派大同団結により白も党籍を回復している。12月、党中央組織委員会委員に任ぜられた。1934年（民国23年）3月、蒙古地方自治政務委員会委員も兼ねている。しかし、後に重慶に移り、汪兆銘らの親日政府樹立活動には追随しなかった。
1945年（民国34年）5月、国民党第6期中央執行委員に選出される。翌年11月、制憲国民大会代表に当選した。1947年（民国36年）7月、蒙蔵委員会副委員長に任ぜられる。冬には行憲国民大会代表に当選した。1948年（民国37年）12月、蒙蔵委員会委員長に選出された。翌年6月までその地位にあった。
国共内戦での国民党敗北とともに、白雲梯も台湾へ逃亡した。そこで中華民国総統府国策顧問に任ぜられている。1957年（民国46年）10月以降、第8期から第11期まで連続して党中央評議委員に選出された。
1980年（民国69年）8月2日、台北にて病没。享年87（満86歳）。

## 注記
1. ↑  Baabar (2020年11月30日). “Монгол угсаатныг нэгтгэх бас нэг оролдлого” (モンゴル語). Eagle News. 2025年3月27日閲覧。